# تیلور زاکار پرز
تیلور زاکار پرز (انگلیسی: Taylor Zakhar Perez؛ زادهٔ ۲۴ دسامبر ۱۹۹۱) بازیگر آمریکایی است. او برای حضور در فیلم‌های کمدی عاشقانهٔ غرفه بوسه ۲ (۲۰۲۰)، غرفه بوسه ۳ (۲۰۲۱) و قرمز، سفید و آبی سلطنتی (۲۰۲۳) شناخته شده است.